# Rick Dangerous
《Rick Dangerous》是Core Design开发的平台游戏，于1989年面世。
《Your Sinclair》的评测打出78%，《Computer and Video Games》则打出87%并授予「C+VG Hit」奖项，称其是款出色（excellent）的平台游戏。
游戏续作《Rick Dangerous 2》于1990年发行。